# 日本劇団協議会
公益社団法人日本劇団協議会（にほんげきだんきょうぎかい）は、現代演劇の振興を目的とした公益社団法人。

## 概要
- 1956年5月に前身の新劇団協議会を結成。1992年6月30日に文部省（現･文部科学省）認可され、社団法人日本劇団協議会に改組された。2012年3月、内閣総理大臣より公益社団法人の認定を受ける。
- 劇団の加盟については2005年9月86団体にあったが、2020年7月現在は51団体にある[1]。
- 初代会長は俳優座所属の俳優・演出家の千田是也。元会長に文学座所属の演出家戌井市郎（2009年まで）がいる。現在の会長は西川信廣（文学座）である。
- 文化庁の新進芸術家育成公園等事業として、2010年度から『「日本の劇」戯曲賞』を設立[2]。

## 歴代会長
- 初代：千田是也（1992年6月30日 - 1994年12月21日）
- 2代目：木村光一（1995年2月15日 - 1996年11月23日）
- 3代目：阿部廣次（1996年12月17日 - 1997年5月21日）
- 4代目：瓜生正美（1997年5月22日 - 1999年6月17日）
- 5代目：森塚敏（1999年6月18日 - 2005年6月19日）
- 6代目：戌井市郎（2005年7月21日 - 2009年6月14日）
- 7代目：西川信廣（2009年6月15日 - ）